# 和光晴生
和光 晴生（わこう はるお、1948年6月12日 - 2023年11月4日）は、日本のテロリスト・新左翼活動家。革命家。日本赤軍元メンバー。

## 来歴・人物
宮城県仙台市出身。仙台第三高校卒業後、1968年に慶應義塾大学文学部に入学。
映画少年だったが、医学部が米軍から研究資金を受けていたことが報道されたことを契機に起きた学内の抗議運動がきっかけで学生運動に参加、マルクス主義戦線派に近いノンセクトグループで活動していた。一方で新宿の映画館「アンダーグラウンド蠍座」でアルバイトをしており、三島由紀夫、寺山修司、若松孝二といった文化人の知遇を得る機会を持った。大学中退後、若松孝二の下で働き始め、1971年から1972年にかけて、若松と足立正生の映画「赤軍－PFLP・世界戦争宣言」の『赤バス隊』と呼ばれた上映隊で全国を巡った。1972年には若松の最初のATG映画となる「天使の恍惚」で撮影助手を担当し、出演している。
1973年9月、日本赤軍に参加。1974年にシンガポール事件・ハーグ事件、1975年のクアラルンプール事件に参加する。和光が関わったハーグ・クアラルンプール両事件で、日本赤軍から日本政府とフランス政府に対して行われた要求によって、合計6人の囚人（日本赤軍メンバー、及び釈放後に日本赤軍に迎え入れられた他組織の日本人新左翼活動家）が超法規的措置として釈放された。
1979年、1975年から幹部が取り入れた「自己批判・相互批判による思想闘争」や、パレスチナ解放人民戦線の分派組織であり、KGBに支援された海外ゲリラ部門の「パレスチナ解放人民戦線・外部司令部」（PFLP-EO）のワディ・ハダッドのKGB流のやり方を踏襲した最高幹部の重信や丸岡修の秘密主義への反発、そしてパレスチナにありながら、世界を相手にしたテロを繰り返す日本赤軍に不満を持ち、脱退。パレスチナ人民解放軍の一員となる。
1997年、レバノンにおいて拘束後、旅券偽造・不法入国などの罪で起訴され、禁錮刑の確定・執行の後に国外追放、日本に移送された。日本ではハーグ、クアラルンプール両事件について逮捕監禁罪・殺人未遂罪で起訴された。弁護側はハーグ事件では警察官に拳銃を発砲した奥平純三との共謀を否定し、殺人未遂罪の無罪を主張した。
第一審は2005年3月23日に東京地方裁判所（高麗邦彦裁判長）で無期懲役判決が下った。判決理由で殺傷力の高い拳銃などを所持していたことと至近距離からの発砲から、確定的な殺意があり、襲撃対象を共犯者に告げた時点には殺人の共謀があったと殺人未遂罪の共謀を認定し、実行犯グループのリーダー格で共犯者を指揮・統率したと認定した。2007年5月9日、東京高等裁判所（植村立郎裁判長）が控訴を棄却した。2009年10月27日、最高裁判所第一小法廷（金築誠志裁判長）が上告を棄却し、無期懲役が確定した。
なお、和光はダッカ日航機ハイジャック事件にも参加したとも言われる（実行犯として名が挙がっている）が、立件はされていない。
2005年3月、日本赤軍の元メンバーが万引きで逮捕されたとの報に接した和光は「この件が日本赤軍の実体・実情を示したもので、かつてヨーロッパで大使館占拠や飛行機乗っ取り等を実行してきた組織には、反社会的・反人民的性格があった」と、日本赤軍とかつての日本赤軍のメンバーたちを批判した。
2009年、和光は雑誌『情況』において「日本赤軍とは何だったのか　その草創期をめぐって」というタイトルで、日本赤軍の結成における事情をつぶさに報告するレポートを4回にわたって連載している。それによれば、日本赤軍は当初からパレスチナ解放人民戦線（PFLP）との連帯を目指し、世界同時革命を志向して結成されたものというよりも、先にパレスチナ入りした重信房子がPFLP内での存在感を示すために、いわば無理矢理にでっち上げた組織であって、その組織過程においてテルアビブ空港乱射事件をも日本赤軍の「業績」として神話化したものである、として重信ら執行部の無責任さと日和見主義、無計画ぶりを指弾している。また、高橋武智ら在欧日本人グループの「協力者」たちの様々な思惑や実相、重信と北朝鮮の関わりを暴露し、重信、丸岡、幹部にべったりだった山田義昭らへの徹底的な人格批判を行っているなど、その内容は元メンバーなどの関係者、支援者らに波紋を起こすものだった。
2010年からは徳島刑務所で服役していた。
その後ヘルニアを発症して手術のため2023年8月に大阪医療刑務所に移り、同年11月4日に同刑務所で死去した。75歳没。

## 著書
- 『赤い春 私はパレスチナ・コマンドだった』集英社インターナショナル、2007年
- 『日本赤軍とは何だったのか その草創期をめぐって』彩流社、2010年